# Maison d'Eschelles
La maison d'Eschelles, olim d'Échelles, est une ancienne famille noble française originaire du comté du Maine, de la région de la commune de Saint-Jean-des-Échelles, et qui s'est répandue en Dunois, en Vendomois et en Touraine.

## Origine
Le patronyme d'Eschelles a été assez peu porté au cours des temps. Dès le Xe siècle, une famille d'Eschelles, aujourd'hui disparue, vivait en Bas-Limousin dans la vicomté des Échelles, devenue par la suite vicomté de Tulle, et tirait son nom du château du même nom. De même, en Franche-Comté, une autre famille du même nom (alias des Échelles) existait encore aux XIVe et XVe siècles.

### La terre des Échelles
| Située dans l'ancien comté du Maine la terre dite des Échelles est bordée à l'Est par la paroisse de Saint-Jean-des-Échelles, commune de la Sarthe, et déborde à l'Ouest sur une petite région au Sud du comté du Perche appelée le Perche-Gouët ou Petit Perche. | \| Saint-Jean-des-Échelles \| Voir détail |
| Saint-Jean-des-Échelles |                                           |

### Mainard et les vicomtes du Maine
Sous l'évêque du Mans Robert (857-883), le Maine et l'Anjou furent ravagés par les Bretons et les Normands ; la cathédrale du Mans est pillée par les envahisseurs puis restaurée à la hâte. De nombreux pillages et destructions auront lieu dans les années qui suivront. Du temps du roi Lothaire, Mainard, 28e évêque du Mans (951-971), s'appliqua à faire disparaitre les ruines accumulées avant lui.
Mainard était frère du vicomte du Maine Raoul III de Beaumont-au-Maine. Il avait été marié, était père de nombreux enfants et avait porté les armes avant d'aspirer à l'épiscopat. Épiscopat durant lequel il fit un grand nombre de donations au chapitre de la cathédrale du Mans. Ces donations avaient été acquises par héritage principalement par sa mère qui était, dit-on, une des filles des d'Eschelles possesseurs des terres dont ils tiraient leur nom.
Mainard était donc issu d'une famille de grands possesseurs. Il lègue au chapitre de sa cathédrale la terre de Inlescaliæ (l'Escalier) terre des Échelles avec l'église bâtie sur son étendue et dédiée à Saint Jean. C'est cette villa qui, depuis, est devenue la paroisse de Saint-Jean-des-Échelles. Mainard lègue en outre quelques domaines voisins du premier : Courtangis proche Courgenard, Curtis Angisi, et les serfs qui le cultivent ; Lamnay, avec tous les édifices qui s'y trouvent et l'église consacrée sous le vocable de Saint Martin ; enfin Courgenard, où l'on a trouvé aussi des débris antiques près de l'église. À l'époque de Mainard, une nouvelle invasion, celle des Normands avait encore une fois ravagé le Maine, brûlé ses monastères, ses églises, ses édifices, anéanti tout le fruit des travaux antérieurs.

## Membres les plus anciens
- Rogierus de Scalaris — Roger d'Eschelles est cité dans un acte daté entre 1067 et 1081 où Herbert de la Guierche[3] confirme à l'abbaye de Saint-Vincent l'église de Saint-Corneille[4].
- Hugo de Scalis — Hugues d'Eschelles est cité dans un acte, daté d'avril 1114, du cartulaire de Sainte-Croix d'Orléans (814-1300)[5], où Louis VI de France reconnaît au chapitre la propriété d'une famille de serfs, pour le repos de l'âme de Philippe Ier de France, son père, et de la sienne. La même année (1114), Hugues d'Eschelles est cité comme témoin laïc dans un autre acte de ce même Louis VI de France dans lequel il abandonne au chapitre de Sainte-Croix d'Orléans les serfs qu'il revendiquait[6].
- Hervei de Scalis — Hervé d'Eschelles est cité dans une des lettres de Geoffroi de Vendôme, abbé de la Trinité de Vendôme, lettre datée entre 1119 et 1124[7], du temps du pape Calixte II. Il est également cité dans deux actes datés entre 1144-1148. On le retrouve cité, lui ou son fils, dans deux autres actes de 1183 et 1195. Probablement à l'origine de la branche principale des d'Eschelles dont il est question ici, il fait l'objet d'une section dans cet article.
- Marie d'Eschelles — que l'on doit probablement confondre avec Marie Ire de Duny, 10e abbesse de Chelles de 1178 à 1190. Elle est dite portant pour entresigne de noblesse échiqueté d'or et d'azur[8]. À cette époque, le monastère, fondé vers 663, était celui de sainte Bathilde (ou Berthilde), Reine de France, avant de devenir celui de Chelles. Sous Marie d'Eschelles fut faite la translation de sainte Bathilde, première abbesse de Chelles, laquelle était enterrée à Sainte-Croix, à l'église de Notre-Dame où elle est à présent.  Cette translation eut lieu le 26 avril 1185, sous le roi Philippe-Auguste et sous l’évêque Maurice de Sully, qui présida à la cérémonie.
- Odo de Scalis — Odon ou Eudes d'Eschelles est cité dans un acte daté de juillet 1189 du cartulaire de Tyron pour la confirmation de la dîme du Loir. Eudes d'Eschelles est qualifié de curé paroissial de Saint-Eustache de Thieulin[9] « (...) Odo de Scalis, curatus parrochialis Sancti-Eustachii de Tieslino (...) ».
- Rognodus de Scalis — Rognaude d'Eschelles chanoine, est un des témoins cités dans une charte du 7 juin 1196 dans laquelle Louis Ier de Blois (1172-1205), comte de Clermont en Beauvaisie et fils de Thibault V de Blois, affranchit les serfs de Blois [10].
- Garnier d'Eschelles — écuyer, seigneur de Cravant, en 1216 il fait partie des bienfaiteurs de l'abbaye Notre-Dame de l'Aumône, dite le Petit Cîteaux, sous Thibault VI, comte de Blois, de Dunois, , etc.

## Hervé d'Eschelles

### Le plessis d'Hervé d'Eschelles

Armes des Nèzement (Vendômois) : d'azur au chevron d'or accompagné de trois molettes de même, posées 2 et 1, celle de la pointe surmontée d'un croissant aussi d'or, au chef d'argent.[réf. nécessaire]

| Situé dans l'ancien Dunois le Plessis-l'Échelle, à l'Est de Vendôme, borde la forêt de Marchenoir. Le Plessis-l'Échelle, tour-à-tour appelé le Plessis-des-Échelles, le Plessis-de-l'Échelle. La version latine utilisait les termes de Plessiacum, Plesseium, ou encore Plaxitium de Scalis ou de Scalâ. Mais c'est dans le cartulaire de l'abbaye de Tyron que l'on trouve la mention de Plessiacum Hervei de Scalis. Hervé d'Eschelles était d'une maison qui paraît des plus anciennes du Dunois et répandue dans plusieurs de ses châteaux. Cité en 1145, Plexeio Hervei de Scalis, le domaine d'Hervé d'Eschelles, faisait partie des possessions de l'abbaye de Bourg-Moyen à Blois (Loir-et-Cher). La paroisse relevait autrefois du diocèse de Chartres. On trouve également la dénomination Capellam de Plexeio Hervei de Scalis dans deux actes pontificaux contenus dans le cartulaire de l'abbaye de Notre-Dame de Bourgmoyen, le premier daté du 25 mars 1145 par le Pape Eugène III, le second daté du 15 mars 1183 par Lucius III. Dans le XIIe siècle, on trouve, toujours par le cartulaire de Tyron, Girard du Plessis, surnommé Diable, et Payen du Plessis, son frère ; Guillaume, Hugues et Eudes du Plessis, fils de Payen. La famille de Nèzement, qui peut être de la même maison, avait des seigneurs du Plessis-l'Échelles dans le XIIe siècle. Les de Grenaisie, qui paraissent de la même maison, ayant des armes semblables, ont succédé aux de Nèzement dans le XVIIe siècle. | \| Le Plessis-l'Échelle \| Voir détail Notes sur le Plessis-l'Échelle · On appelait Plessiacum, non pas une maison de plaisance, mais un domaine entouré de plesses ou palissades, elles étaient destinées au creusement de profondes douves afin de protéger la tour et la maison féodales, ainsi que la chapelle, les habitations des hommes d'armes, celles des serviteurs, ou encore les écuries et autres dépendances du château. · En 1720, Marc-Pierre de Voyer de Paulmy, comte d'Argenson, Ministre de Louis XV, devient propriétaire du Plessis-l'Échelle pour la somme considérable de 210 000 livres. Cette terre compte alors château et jardin, six fermes, haute, moyenne et basses justices, cens, bois, chasse, pêche, vignes et étangs. Cette propriété sera revendue en 1739. |
| Le Plessis-l'Échelle | |

### Sa famille
Cartulaire de l'Abbaye cardinale de la Trinité de Vendôme, publié sous les auspices de la Société archéologique du Vendômois par l'abbé Charles Métais. Page 356 : Acte intitulé De Querelis Hervei de Scalis (1144-1148), où Hervé d'Eschelles et ses enfants se désistent de toutes revendications envers la Trinité. On parle de Plesicium (Plessis) ipsius Hervei.
Une charte de Thibault, comte de Blois, en 1195, certifie que Hervé d'Eschelles a donné au chapitre sa terre de Mulsans avec les cens du dit lieu, s'y rendant à la Saint-Denis, et amortissant ces biens dépendant du fief du comte. Il s'agit là, peut-être du fils ainé.
On trouve également un Radolfus. Ce Raoul, qualifié de neveu d'Hervé d'Eschelles, pourrait être le fils de Julienne d'Eschelles.
- Hervé d'Eschelles (v. 1100 - † ap. 1148), époux d'Asceline
  - Hervé d'Eschelles, fils ainé
    - Probablement l'aïeul ou le trisaïeul de Pierre Ier d'Eschelles Seigneur de Lucé au Maine

  - Renaud ou Regnault d'Eschelles
  - Gaultier d'Eschelles, époux d'Eremburge
    - Hugues d'Eschelles

  - Henri d'Eschelles
  - Julienne d'Eschelles, épouse d'Hugues ?
    - Raoul ?

  - Cécile d'Eschelles
  - Hildegarde d'Eschelles

## Branche de Lucé au Maine

### PierreIerd'Eschelles
Pierre Ier d'Eschelles est connu dès 1280 comme Seigneur de Lucé au Maine (aujourd'hui le Grand-Lucé dans la Sarthe). Pierre Ier était sans doute le fils d'un dénommé Hervé d'Eschelles chevalier qui détenait un fief non nommé « in parrochia de Luceio, in feodo Hervei de Scalis, militis », dans cette paroisse et ceci dès 1249. Cet Hervé pourrait être le fils, ou le petit-fils, du propriétaire du Plessis-l'Échelle dont il est question plus avant.
À l'origine, cette seigneurie, qui semble avoir été constituée au début du XIIIe siècle, avait été préalablement régie par une famille qui en porta le nom et dont le dernier représentant était Guy II de Lucé. On ne sait de quelle manière Lucé passa dans la famille d'Eschelles.

### Sa descendance
Les d'Eschelles seigneurs de Lucé portaient : « de gueules, à trois fasces d'argent ». Ces armes sont représentées sur un vitrail de l'église de Saint-Vincent-du-Lorouër situé à l'Est de Lucé. On trouve également d'argent, au lion passant de gueules, armes qui sont également celles de l'oratoire Saint-Julien de Pruillé-l'Éguillé. 
Marie d'Eschelles dame de Lucé

Mariée en premières noces au chevalier Hugues de Verneil, ce dernier succomba dans une escarmouche, vers 1369 (fin du traité de Brétigny), il fut un de ceux qui franchirent la Loire pour s'engager dans les luttes contre les Anglais et leurs partisans. Il est enterré à Saumur. Peu de temps après sa mort, sa veuve Marie d'Eschelles fut courtisée par deux prétendants, à savoir Brisegaud de Coësmes et Guy de Mauvoisin qui entrèrent en conflit à ce sujet. L'affaire fut portée devant le parlement de Paris  et réglée au cours de l'année 1370 : 
- 10 mai 1370 – arrêt du parlement sur la discorde entre Brisegaud de Coësmes et Guy de Mauvoisin, prétendant avoir épousé, l'un et l'autre, Marie d'Eschelles, dame de Lucé et veuve d'Hugues de Verneil. Marie d'Eschelles est confiée à Guillaume Ier de Craon, vicomte de Châteaudun.
- 15 juin 1370 – sur décision du parlement de Paris, Marie d’Eschelles, dame de Lucé, est déclarée mariée à Brisegaud de Coësmes aux dépens de Guy de Mauvoisin.

- Hervé d'Eschelles, Seigneur d'un fief non nommé à Lucé
 Il est probablement le père de Pierre Ier.
  - Pierre Ier d'Eschelles (v. 1250 - † ap. 1300), Seigneur de Lucé
    - Pierre II d'Eschelles, Seigneur de Lucé et de Pruillé
      - Jean († av. 1370), époux de Marguerite de Loudon († 1394)
        - Probablement à l'origine de la branche Orléanaise.
Marguerite de Loudon épouse Hugues du Plessis en secondes noces.

      - Marie d'Eschelles († v. 1406), Dame de Lucé, épouse de 1. (av. 1369) Hugues de Verneil († v. 1369), 2. (15 juin 1370) Brisegaud de Coësmes († v. 1406)
        - La seigneurie de Lucé passe aux familles de Coësmes puis de Montafié : cf. Jeanne.

    - Guillaume d'Eschelles, Seigneur de Lucé
      - Probablement mort jeune sans alliance.

    - Hugues d'Eschelles
      - On sait qu'il eut des enfants confiés à sa sœur Jeanne.

    - Jeanne d'Eschelles, Dame de Beauchamp, épouse de Geoffroy d'Illiers, Seigneur des Radrets
      - Cette branche fera alliance avec la famille de Ronsard.

À la mort de Jean II de Dreux dit le Bon, comte de Dreux, Pierre II d'Eschelles est l'un de ses exécuteurs testamentaires, tout comme Foulques Ier († 1337) et Foulques II de Loudon († 1356), père et fils . En août 1359, il est l'un des trois conseillers de Charles II le Mauvais, Roi de Navarre, avec Renaud de Bracquemont et Jean de Fricamps dit "Friquet", qui se rendirent à Paris pour y rencontrer le dauphin de France Charles V le Sage, fils de Jean II le Bon Roi de France alors détenu à Londres, dans le cadre du traité qui devait mettre fin au conflit larvé entre ces deux régents. À ce titre, Pierre II d'Eschelles, arrive à Saint-Denis reçu par Jean Maillard le prévôt des marchands de Paris, et emmené au Louvre où il dîna avec le Roi et coucha au Louvre plusieurs jours durant avant de rejoindre le Roi de Navarre à Pontoise.

### Alliance avec la famille Ronsard
Jeanne d'Eschelles, seconde épouse de Geoffroy d'Illiers eut deux enfants Catherine, dame de Beauchamp, et Jean d'Illiers seigneur des Radrets à la succession de son père. Jean d'Illiers épousa, en premières noces, Catherine d'Eschelles vers 1450. Elle est dite issue des d'Eschelles de la maison d'Oucques (près Vendôme) et donc probablement proche parente de sa belle-mère. De cette première union naquirent Jeanne (vers 1455) et Yves (ou Yvon) d'Illiers. En 1478, Jeanne d'Illiers, dame de Beauchamp, épousa en premières noces Olivier de Ronsard, seigneur de la Possonnière et autres lieux, qui n'est autre que l'aïeul de Pierre de Ronsard poète, fondateur de la Pléiade.

## Branche orléanaise
Beaugency apparaît dans l’histoire au XIIe siècle, c’est déjà une cité prospère, siège d’une puissante châtellenie vassale du comté de Blois. Aux marges du domaine royal dont elle conteste longtemps les ambitions territoriales, la forteresse de Beaugency, puissamment défendue, joue le rôle de ville-frontière jusqu’en 1292, date de son rattachement direct à la couronne. Au XVe siècle, la seigneurie est incluse dans le duché d’Orléans ; Jean, Bâtard d'Orléans (1403-1468), comte de Dunois et de Longueville, compagnon d'armes de Jeanne d’Arc, devient seigneur de Beaugency par son mariage avec Marie d’Harcourt.
Il est question, ici, de traiter des d'Eschelles qui ont fait souche en Dunois et Vendômois. Le premier connu est Jayon ou Jean d'Eschelles, écuyer, qui rendit aveu au Roi, Philippe VI de France, à cause de son Château de Beaugency, en 1343. Il est le plus ancien connu à ce jour de la branche orléanaise, et probablement fils de Pierre II d'Eschelles, Seigneur de Lucé, cité plus haut. Un proche parent de Jayon, Guy II d'Eschelles est de la branche des seigneurs de Oucques (proche Vendôme).

### La maison d'Oucques
Issu d'une famille appartenant au pays d'Orléans, « humble religieux et honneste messire Jehan d'Eschelles, chevalier religieux de saint Jehan de Jerusalem, commandeur de la Guerche et Lannoueix », reçut des aveux en 1478. Il rendit aveu au roi pour sa commanderie le 23 octobre 1497 et le 2 avril 1503. Il fut, en 1498, parrain à Availles de Sébastien de Broons. Il portait : « échiqueté d'or et d'azur ».
La famille de Broons, une des grandes familles bretonne du Moyen Âge, était parente des du Guesclin depuis la fin du XIIIe siècle, avec le mariage, en 1270, de Robert du Guesclin et de l'héritière de Guillaume de Broons. Leur petit fils n'est autre que le célèbre Bertrand Du Guesclin.
Oucques est née dans le courant du IXe siècle, du défrichage forestier commencé au VIIIe siècle afin de conquérir des terres de labour, de culture. Osche, Ouche, que l'on trouve également en Normandie, vieux mot français du haut Moyen Âge, indique bien son origine, puisqu'il signifie « terre labourable close de haies vives ». Oucques fut un des nombreux fiefs de Haubert créés par Charles-Martel en récompense militaire à titre viager que Charles le Chauve transformera, un siècle plus tard au IXe siècle, en fief héréditaire, avec devoir de service de guerre sous la bannière de Viévy, dans la Chevauchée du Comte de Blois. Au XIe siècle, Oucques est déjà un bourg important, avec sa maison notable et son église paroissiale. De plus c'est un fief noble relevant de la couronne, avec droit de basse justice. L'église paroissiale primitive était dédiée à Saint Jean. Celle qui lui succédera le sera également, jusqu'à sa disparition en 1928.
Au cours du XIIe siècle, les seigneurs du lieu en portent le nom ; Robert de Oucques (1120) et Hardouin de Oucques (1190).
Au XIVe siècle, l'état de prospérité toujours croissant, le Seigneur de l'époque est Guy II d'Eschelles. Il crée une seconde paroisse. L'église Saint-Séverin est érigée près du château et les Seigneurs vont s'y réserver une chapelle particulière. Une nouvelle cure sera édifiée et les droits de dîmes inféodées à la cure de la paroisse Saint-Jean lui seront versés. Le château d'Oucques fut détruit par l'armée anglaise de Buckingham le 8 septembre 1380.
Au XVIe siècle, Jehan II d'Eschelles, petit-fils de Guy II, embrassera la Réforme et prendra une part active dans les guerres de religion, délaissant quelque peu son fief. Il siègera aux États Généraux de Blois en 1576. À partir de cette date, on ne le verra pratiquement plus dans ses terres. Et, à partir de 1580, le fief d'Oucques entrera dans la mouvance de Viévy et des Seigneurs du lieu, la famille de Beauxoncles. Jean de Beauxoncles, qui destine la Terre d'Oucques à l'un de ses fils lance la construction d'un nouveau château en 1585 sur l'emplacement de l'ancien fort détruit.

## Armorial

Armes des d'Eschelles (Vendômois) : de sable, à trois fusées d'argent.[réf. nécessaire]
Armes des des-Eschelles (Maine) : de gueules, à trois fasces d'argent.
Armes des d'Eschelles (Maine) : d'argent, au lion passant de gueules.[réf. nécessaire]
Armes des d'Eschelles (Vendômois) : échiqueté d'or et d'azur[21].
Armes des d'Eschelles (Touraine) : échiqueté d'or et de gueules.

des Échelles — de sable, à trois fusées d'argent, Orléanais[réf. nécessaire].
Ces armes sont probablement les armes primitives de cette Maison qui en adoptera d'autres suivant les différentes branches.[réf. nécessaire]
des Échelles — de gueules, à trois fasces d'argent, Anjou[réf. nécessaire] Maine.

d'Eschelles —  de gueules, à trois fasces d'argent, Maine, Vendômois[réf. nécessaire].

des Échelles — fasçé de gueules et d'argent.[réf. nécessaire]

Guillemette de Thumery, femme de Robert des Echelles, sieur de Boishulin, veuve en 1552.
“1662 : Damoiselle Jacqueline de Vauloger, épouse de noble René Deschelles (…)” — Famille du Vendômois, représentée aux Croisades et sans doute éteinte.
 des Eschelles au Maine — de gueules, à trois fasces d'argent, Maine.
des Échelles de Lucé — d'argent, au lion passant de gueules, Maine[réf. nécessaire].
 d'Eschelles du Pâtis — échiqueté d'or et de gueules, Anjou[réf. nécessaire]
.